# Ивасаки Цунэмаса
Ивасаки Цунэмаса (яп. 岩崎 常正 Ивасаки Цунэмаса) или Ивасаки Канъэн (яп. 岩崎 灌園 Ивасаки Канъэн, 21 июля 1786 — 10 марта 1842) — японский ботаник, зоолог и энтомолог, художник-график, мастер цветной ксилографии. Также был самураем на службе у сёгуната Токугава.
Ивасаки (яп. 岩崎) — фамилия, Цунэмаса (яп. 常正) — личное имя, Канъэн (яп. 灌園) — прозвание.

## Труды

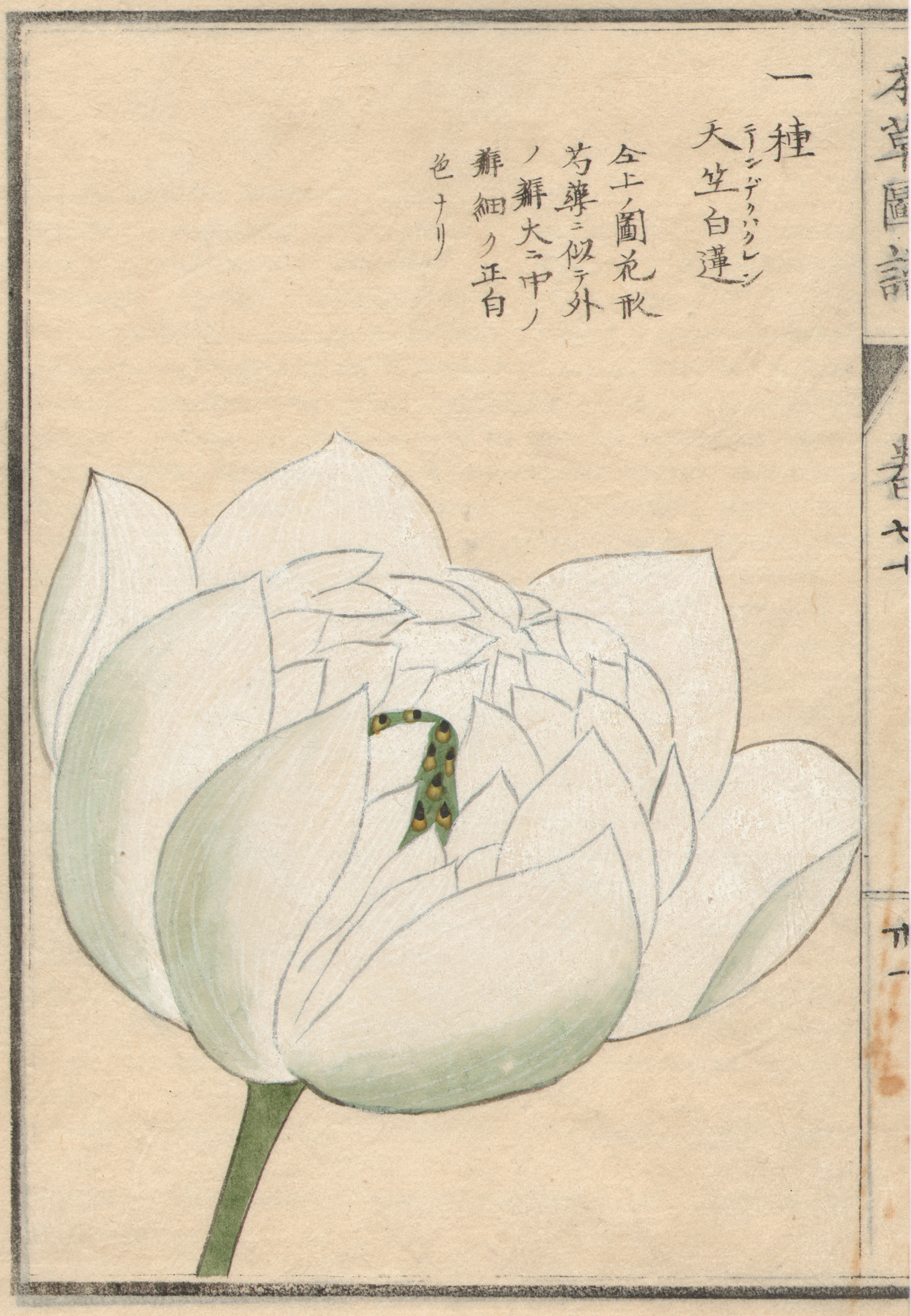
Цветок водяной лилии, ксилография

- Буко-санбуцу-си работа по естественной истории района Эдо, включая ботаническую зоологию и энтомологию в виде списков.
- Хонзо Зуфу (Iconographia Plantarum или Диаграммы и хроники ботаники), работа иллюстрированная цветными гравюрами на дереве (1828, 1884, 1920, 1921 в 93 томах). Только растения.
- Хонзо Сенъё (Основы изучения растений и животных). Не опубликовано. Два тома составленных из цветных изображений насекомых, к некоторым из которых приведены голландские названия. Ряд изображений включают биномиальную номенклатуру, введенную Карлом Линнеем в 1758 году.
- Сомоку-содатегуса (Выращивание цветковых растений). Два тома гравюр на дереве (1818). Включает тринадцать гравюр укиё-э с изображением насекомых, повреждающих растения. Одним из них был Papilio xuthus, который питался ароматными цитрусовыми. Он описал личинку с ее осметрием.

## Внешние ссылки
- Honzō Zufu images (1830 and 1844 edition) Архивная копия от 26 февраля 2022 на Wayback Machine в Национальной парламентской библиотеке
- Honzō Zufu images в Токийском университете
- Kew Gallery of Kan'en Iwasaki Архивная копия от 13 октября 2012 на Wayback Machine